# Turbonilla elegantissima
Turbonilla elegantissima är en snäckart. Turbonilla elegantissima ingår i släktet Turbonilla och familjen Pyramidellidae. Inga underarter finns listade i Catalogue of Life.